# Bejza
A  bejza (Oryx beisa) az emlősök (Mammalia) osztályának párosujjú patások (Artiodactyla) rendjébe, ezen belül a tülkösszarvúak (Bovidae) családjába és a lóantilopformák (Hippotraginae) alcsaládjába tartozó faj.
A hasonlóság miatt korábban egyes tudósok a bejzát a Dél-Afrikában előforduló nyársas antilop (Oryx gazella) egyik alfajának vélték – ebben az esetben a latin neve Oryx gazella beisa. Azonban eme állatok a diploid kromoszóma száma különböző, 56 a bejzáé és 58 a nyársas antilopé; tehát a két állat nem tartozhat ugyanabba fajba.

## Előfordulása
A bejza Dzsibuti, Eritrea, Etiópia, Kenya, Szomália, Dél-Szudán és Uganda füves pusztaságainak és félsivatagainak lakója. A bojtosfülű alfaj (Oryx beisa callotis, egyesek szerint szintén a nyársas antilop alfaja) Kenyában és Tanzániában fordul elő.

## Alfajai
- Oryx beisa beisa (Rüppell, 1835)
- Oryx beisa callotis (Thomas, 1892)

## Megjelenése
A bejza nagyon hasonlít a nyársas antilophoz, bár annál némileg kisebb. A borjak barnás-sárgás színűek, a kifejlett példányok háta, nyaka és oldala szürkésbarna, a hasukon levő fehér szőrzetet az oldaluk alján végigfutó vízszintes, fekete sáv határolja. A mellső lábakon a térdízület felett fekete folt látható. A fej világosabb színű, de fekete részek vannak rajta: az orrán egy nagy, harang alakú folt, a homlokán egy kisebb sötét terület, kétoldalt egy-egy, a szarvtövektől a szemein keresztül futó, áll aljáig érő sáv, végül pedig a nyaka alján végigvonuló, a fülek tövéig érő sötét vonal. A háton a gerinc mentén is végigvonul egy vékony vonal egészen a fekete, bozontos farokig.
A nemek alapvetően hasonlóak, bár a hímek nagyobbak és erőteljesebb felépítésűek. Testhosszuk 160–190 centiméter, marmagasságuk pedig 110–120 centiméter körül mozog. A farok 70–80 centiméteres hosszt érhet el. A bejzák tömege 150–200 kilogramm körül van. A fülek hosszúak és vékonyak, az egyik alfajnál (Oryx beisa callotis) fekete szőrpamacs van a végükön. A szarvak vékonyak, egyenesek és az alsó részük bordázott. Hosszuk 75–120 centiméteres is lehet – a teheneké általában vékonyabb, de hosszabb.

## Életmódja
A bejza a többi Oryxhoz hasonlóan alapvetően társas lény, amely a puszták, félsivatagok, szavannák fűféléit fogyasztja és vándorol a jobb legelők felé. A csordák 6–40 tagot számlálnak. A kisebbek egyneműek (fiatal bikák vagy tehenek és borjaik csordái), a nagyobbak hierarchikusan felépülő kevert neműek egy domináns bika irányítása alatt. Egyes idősebb hímek territóriumot tartanak fenn, amit óvnak minden betolakodó bikától, és igyekeznek oda csábítani a tehéncsordákat.
A bejzák főként a nap elején és végén, a hűvösebb órákban aktívak, de kiválóan alkalmazkodtak a magas hőmérséklethez és a viszonylag kis mennyiségben rendelkezésre álló vízhez. Testük akár 46,5 °C-osra is felhevülhet, hogy így csökkentsék a párologtatásukat.
Impozáns szarvait a bejza csak a fajtársak ellen használja, a ragadozók (oroszlán, leopárd, foltos hiéna, afrikai vadkutya) elől inkább elmenekül.

## Szaporodása
A bejzáknak nincs kitüntetett párzási időszaka. A tehenek 1,5–2 évesen, a bikák ötévesen lesznek ivarérettek. Az egyetlen borjú 8,5–10 hónapos vemhesség után jön a világra, és bár hamarosan képes lábra állni és menni, 2–6 héten át a csordától bizonyos távolságra rejtőzködik, és anyja rendszeresen visszatér hozzá táplálni őt. Ezután a borjú a csorda tagja lesz, és a 3,5 hónap után bekövetkező elválasztást követően a fiatal bikák elhagyják a csapatot, a tehenek viszont anyjuk csordájával maradnak.

## Természetvédelmi helyzete
A bejzákat mindenekelőtt a bőrükért és húsukért folytatott orvvadászat, illetve az emberek által lakott területek terjeszkedése és az élőhelyüket károsító túlzott legeltetés fenyegeti. Egy 1999-es becslés szerint az összállomány mintegy 67 000 példányt számlált (50 000 Oryx beisa beisa és 17 000 Oryx beisa callotis), és azóta is folyamatosan fogy (Ugandából és Eritreából feltehetően már ki is szorultak a bejzák). A faj helyzetét nehezíti, hogy az állomány nagy része nem védett területeken él. Mindezek miatt a Természetvédelmi Világszövetség veszélyeztetettnek tekinti, és elképzelhetően tartja, hogy a jövőben a „sebezhető” kategóriába kell átsorolni. Fogságban csak a bojt nélküli alfajt tartják.

## Képek

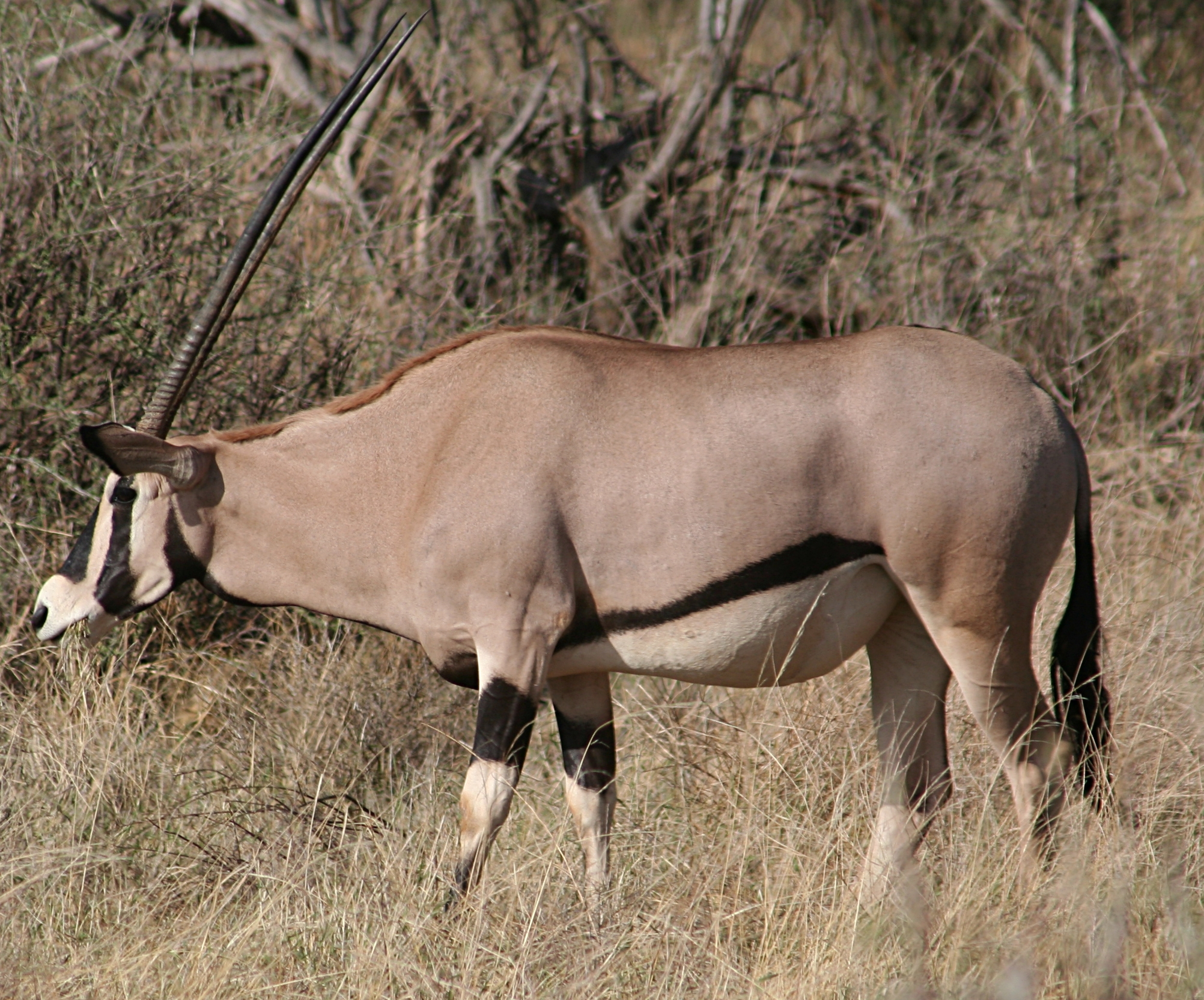
Bejza a Samburu Nemzeti Parkban, Kenya
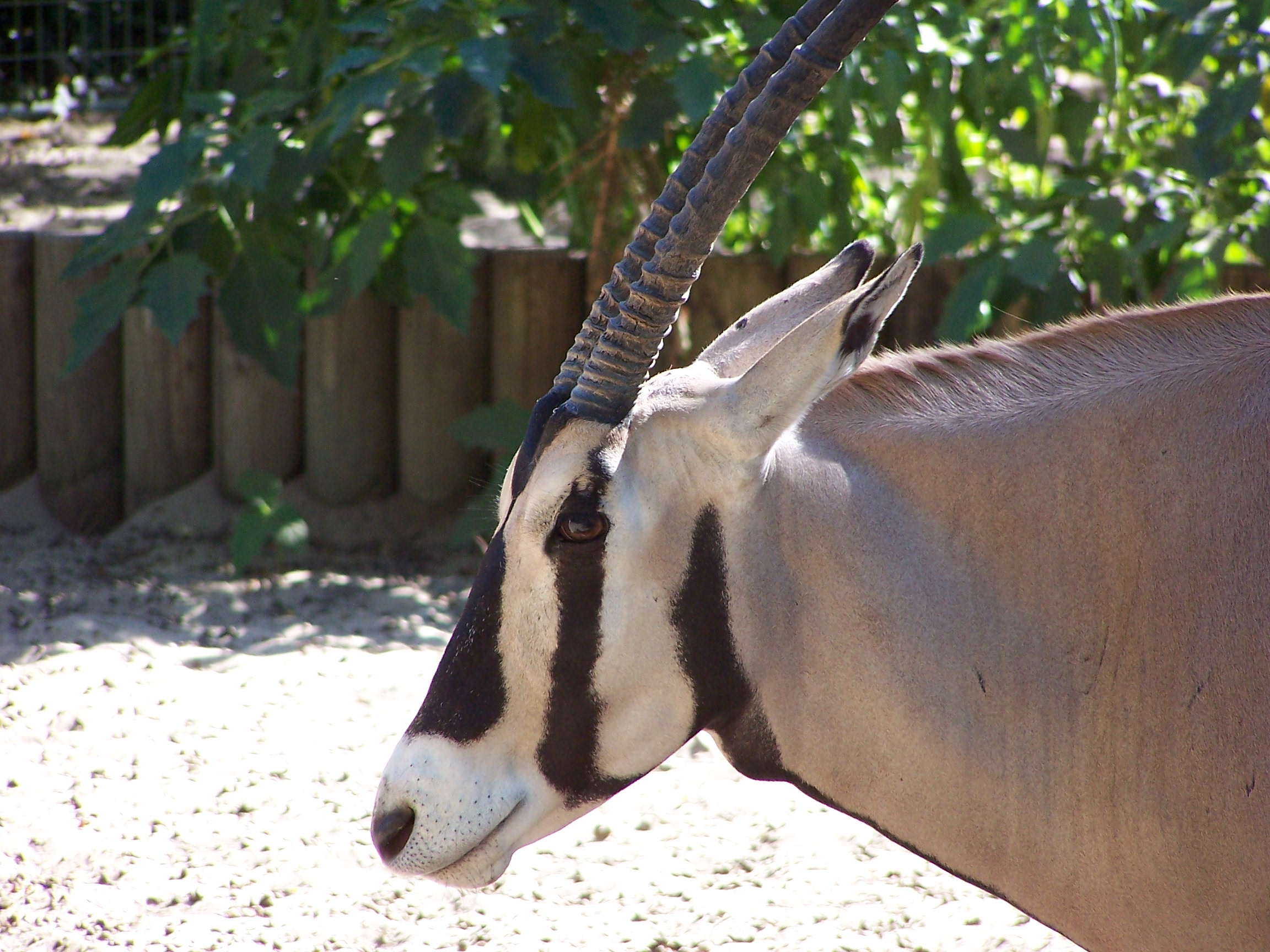
A bejza jellegzetes arcmintázata